# Годрон, Доминик Александр
Домини́к Алекса́ндр Годро́н (фр. Dominique Alexandre Godron; 25 марта 1807 — 16 августа 1880) — французский ботаник, врач, профессор естествознания.
Член-корреспондент Французской академии наук (1877).

## Биография
Доминик Александр Годрон родился 25 марта 1807 года.
Годрон изучал медицину в Университете Страсбурга, и за свою карьеру отличился в естественных науках, а также в области медицины.
В 1854 году Доминик Александр Годрон стал деканом и профессором естествознания на кафедре естественных наук в Нанси. Здесь он создал музей естествознания и реорганизовал его ботанический сад, который был переименован в его честь и ныне называется Jardin Dominique Alexandre Godron.
Среди его письменных работ были публикация по флоре Франции под названием Flore de Lorraine (1843) и трактат, написанный в соавторстве с Жаном Гренье (1808—1875) под названием Flore de France (1848—1856). Годрон описал сотни видов растений, многие из которых в сотрудничестве с Жаном Гренье.
Доминик Александр Годрон умер 16 августа 1880 года.

## Научная деятельность
Доминик Александр Годрон специализировался на папоротниковидных и на семенных растениях.

## Научные работы
- «Essai sur la géogr. botan. de Lorraine» (1862).
- «Flore de Lorraine» (1843).
- «Flore de France», en collaboration avec le professeur Jean Charles Marie Grenier (1848—1856).
- «Monographie des Rubus, qui croissent naturellement aux environs de Nancy» (1843).
- «Recherches expérimentales sur l’hybridité dans le régne végétale» (1863)[5].

## Почести
Помимо Jardin Dominique Alexandre Godron в его честь были названы следующие виды растений:
- Artemisia godronii (Rouy ex E.P.Perrier) Bonnier[6][7]
- Cirsium godronii Sch.Bip. ex Nyman[8]
- Onopordum godronii Thell.[9]
- Cuscuta godronii Des Moul.[10]
- Althaea godronii Alef.[11]
- Elytrigia godronii (Kerguélen) Holub[12]
- Batrachium godronii Nyman[13]
- Thalictrum godronii Jord.[14]
- Rubus godronii Lecoq & Lamotte[15]
- Rubus godronii P.J.Müll.[16]
- Diplacus godronii Verschaff. ex E.Morren[17]
- Verbascum godronii Boros ex Thell.[18][19]
- Verbascum × godronii Boreau[20].